# Hunger
Hunger (с англ. — «Голод») — ограниченная серия комиксов, состоящая из 4 выпусков, которую в 2013 году издавала компания Marvel Comics.

## Синопсис
Действие происходит после «Эры Альтрона». Серия повествует о Галактусе.

## Выпуски
| № | Дата выхода     | Оценка на Comic Book Roundup    | Предполагаемый объём продаж (первый месяц) |
| - | --------------- | ------------------------------- | ------------------------------------------ |
| 1 | 24 июля 2013    | 7,6 из 10 на основе 23 рецензий | 70 835, позиция в Северной Америке — 14    |
| 2 | 7 августа 2013  | 7,1 из 10 на основе 11 рецензий | 44 929, позиция в Северной Америке — 29    |
| 3 | 2 октября 2013  | 7,8 из 10 на основе 6 рецензий  | 39 915, позиция в Северной Америке — 48    |
| 4 | 16 октября 2013 | 6,6 из 10 на основе 7 рецензий  | 36 775, позиция в Северной Америке — 62    |

## Отзывы
На сайте Comic Book Roundup серия имеет оценку 7,3 из 10 на основе 47 рецензий. Джесс Шедин из IGN дал первому выпуску 8,7 балла из 10 и похвалил художника. Келли Томпсон из Comic Book Resources назвала сценарий дебютного выпуска «ярким, весёлым и на удивление лёгким для понимания, несмотря на довольно плотную концепцию». Джек Фишер из PopMatters поставил первому выпуску оценку 4 из 10 и посчитал, что «просто добавить в историю Рика Джонса, Читаури и Галактуса недостаточно». Марк Бакстон из Den of Geek дал дебюту 8 баллов из 10 и похвалил Кирка. Аарон Дюран из Newsarama поставил первому выпуску оценку 7 из 10 и отметил хорошую работу колориста. Тони Герреро из Comic Vine вручил дебюту 4 звезды из 5 и написал, что «если вы поклонник Галактуса и не слишком в восторге от версии Га Лак Тус, которую мы ранее видели в Ultimate Universe, то эта серия для вас».